# Larinopoda innocentia
Larinopoda innocentia är en fjärilsart som beskrevs av M.Gaede 1915. Larinopoda innocentia ingår i släktet Larinopoda och familjen juvelvingar. Inga underarter finns listade i Catalogue of Life.